# Gand-Wevelgem 1975
La 37e édition de Gand-Wevelgem a eu lieu le 9 avril 1975. La course est remportée par le Belge Freddy Maertens (équipe Flandria-Velda) qui parcourt les 250 kilomètres en 6 h 14 min 0 s.

## Équipes
| Équipes professionnelles (13)- TI-Raleigh - Super Ser - Scic - Molteni-RYC - Alsaver-Jeunet-de Gribaldy - Gitane-Campagnolo - Carpenter-Confortluxe-Flandria - Filotex - Brooklyn - Bianchi-Campagnolo - Maes Pils-Watney - Rokado - IJsboerke-Colner |
| |

## Déroulement de la course
Un groupe de dix coureurs dont huit Belges se présente à l'arrivée à Wevelgem. Freddy Maertens remporte le sprint devant ses compatriotes Frans Verbeeck et Rik van Linden

## Classement final
| Place | Coureur           | Équipe                         | Temps           |
| ----- | ----------------- | ------------------------------ | --------------- |
| 1     | Freddy Maertens   | Flandria-Velda                 | 6 h 14 min 00 s |
| 2     | Frans Verbeeck    | Maes Pils-Watney               | m.t.            |
| 3     | Rik van Linden    | Bianchi-Campagnolo             | m.t.            |
| 4     | Gerben Karstens   | Gitane-Campagnolo              | m.t.            |
| 5     | Marc Demeyer      | Carpenter-Confortluxe-Flandria | m.t.            |
| 6     | Eddy Merckx       | Molteni-Campagnolo             | m.t.            |
| 7     | André Dierickx    | Rokado                         | m.t.            |
| 8     | Francesco Moser   | Filotex                        | m.t.            |
| 9     | Roger Swerts      | Ijsboerke-Colner               | m.t.            |
| 10    | Michel Pollentier | Carpenter-Confortluxe-Flandria | m.t.            |